# Indywidualne Mistrzostwa Świata Juniorów na Żużlu 1997
Indywidualne Mistrzostwa Świata Juniorów na Żużlu 1997 – cykl turniejów żużlowych mających wyłonić najlepszych żużlowców do lat 21 na świecie. Tytuł wywalczył Duńczyk Jesper B. Jensen.

## Finał
- 2 sierpnia 1997 r. (niedziela),  Mšeno

| Msc. | Zawodnik                 | Kraj            | Pkt   |               |  |
| ---- | ------------------------ | --------------- | ----- | ------------- |  |
| 1    | Jesper Bruun Jensen      | Dania           | 14    | (3,2,3,3,3)   |  |
| 2    | Rafał Dobrucki           | Polska          | 11 +3 | (3,3,d,2,3)   |  |
| 3    | Scott Nicholls           | Wielka Brytania | 11 +2 | (1,3,2,3,2)   |  |
| 4    | Roman Povazhny           | Rosja           | 10    | (3,1,2,2,2)   |  |
| 5    | Charlie Gjedde           | Dania           | 9     | (0,0,3,3,3)   |  |
| 6    | Rafał Kowalski           | Polska          | 9     | (d,3,1,2,3)   |  |
| 7    | Andreas Jonsson          | Szwecja         | 8     | (3,1,3,t,1)   |  |
| 8    | Michal Makovský          | Czechy          | 8     | (1,2,1,3,1)   |  |
| 9    | Marián Jirout            | Czechy          | 8     | (2,2,0,2,2)   |  |
| 10   | Grzegorz Walasek         | Polska          | 7     | (2,3,u/-,1,1) |  |
| 11   | Nicki Pedersen           | Dania           | 6     | (2,2,1,1,w)   |  |
| 12   | Tomasz Cieślewicz        | Polska          | 5     | (1,1,3,d,0)   |  |
| 13   | Paweł Staszek            | Polska          | 5     | (1,0,2,1,1)   |  |
| 14   | Emil Lindqvist           | Szwecja         | 4     | (0,1,0,1,2)   |  |
| 15   | Paweł Łęcki              | Polska          | 2     | (u,w,2,0,0)   |  |
| 16   | Stefan Bachhuber         | Niemcy          | 2     | (2,0,d,0,0)   |  |
|      | rez. Kristian Andersen   | Dania           | 1     | (1)           |  |
|      | rez. Bartłomiej Bardecki | Polska          | 0     | (w)           |  |